# Муратов връх (Огражден)
 За върха със същото име в Пирин вижте Муратов връх.  
Муратов връх (1398 м) е връх в българската част на планината Огражден, недалеч от границата със Северна Македония. Издига се на главното планинско било на югозапад от връх Голак, от който го отделя долината на река Градешница. Върхът има конусовидна форма. Било му е увенчано с множество скални твърдици. Изграден е от метаморфни скали. Почвите са кафяви горски. Билото на върха е обрасло с планинска тревна растителност. Северните, северозападните и западните склонове са покрити с букови гори, а източните и южните са залесени с бял бор. В югоизточното подножие на Муратов връх се намира село Кукурахцево. Основен изходен пункт за изкачването на върха е село Гега, до което води асфалтов път. По време на Възродителния процес върхът е преименуван на Игуменец, но това име не успява да се наложи и е неизвестно на туристите и местните хора.